# Diocese de Xochimilco
A Diocese de Xochimilco (em latim: Dioecesis Xochimilcensis) é uma diocese da Igreja Católica localizada na capital federal do país, pertence a  Arquidiocese da Cidade do México no México. Foi fundada em 28 de setembro de 2019 pelo Papa Francisco. Com uma população católica de 868.830 habitantes, sendo 88,0% da população total, possui 41 paróquias com dados de 2021.

## História
Em 28 de setembro de 2019 o Papa Francisco cria a Diocese de Xochimilco através do território da Arquidiocese da Cidade do México.

## Lista de bispos
A seguir uma lista de bispos desde a criação da diocese em 2019.
|                      | Nome                           | Período              | Notas                |
| Bispos de Xochimilco | Bispos de Xochimilco           | Bispos de Xochimilco | Bispos de Xochimilco |
| -------------------- | ------------------------------ | -------------------- | -------------------- |
| 2º                   | Juan María Huerta Muro, O.F.M. | 2025-                | Atual                |
| 1º                   | Andrés Vargas Peña             | 2019-2025            |                      |